# Ґрабовець (Серадзький повіт)
Ґрабовець (пол. Grabowiec) — село в Польщі, у гміні Серадз Серадзького повіту Лодзинського воєводства.
Населення — 774 особи (2011).
У 1975-1998 роках село належало до Серадзького воєводства.

## Демографія
Демографічна структура станом на 31 березня 2011 року:
|          | Загалом | Допрацездатний вік | Працездатний вік | Постпрацездатний вік |
| -------- | ------- | ------------------ | ---------------- | -------------------- |
| Чоловіки | 373     | 86                 | 256              | 31                   |
| Жінки    | 401     | 75                 | 248              | 78                   |
| Разом    | 774     | 161                | 504              | 109                  |